# Schichan (Geographie)
Shihan, Schichan (russisch Шихан, wiss. Transliteration Šichan oder Schichany baschkirisch Шиханы) bezeichnen geologische Landschaftselemente in Gebieten der Russischen Föderation.
Gewöhnlich handelt es sich um einzeln aufragende Hügel (Härtling) oder auch Felsformationen auf Bergen.
Die holotypischen Hügel in Baschkortostan sind:
- Toratau,
- Schachtau,
- Juraktau und
- Kuschtau am Ufer der Belaja.

Weitere geographische Objekte finden sich im West-Ural, dort bezeichnet der Begriff gewöhnlich prähistorische Kalkstein-Riffe, während im zentralen Ural oft blanke Felsformationen im Gipfelbereich von Bergen als Shihan bezeichnet werden.